# De heilige Elisabeth van Portugal (Zurbarán)
De heilige Elisabeth van Portugal (Spaans: Santa Isabel de Portugal) is een schilderij van Francisco de Zurbarán, dat hij waarschijnlijk tussen 1630 en 1635 maakte. Binnen de reeks portretten die Zurbarán schilderde van vrouwelijke heiligen neemt deze voorstelling van Elisabeth van Portugal een vooraanstaande plaats in. Sinds 1818 maakte het werk deel uit van de collectie van het Museo del Prado in Madrid.

## Elisabeth van Portugal
De heilige Elisabeth (1271-1336) was de dochter van Peter III van Aragón, een van de belangrijkste middeleeuwse heersers van Aragón. Hij was een neef van de heilige Elisabeth van Hongarije en vernoemde zijn dochter naar haar. De Aragonese prinses, die in 1282 op jonge leeftijd met koning Dinis van Portugal trouwde, volgde het voorbeeld van haar naamgeefster en leidde een vroom leven. Zij probeerde het leed van de armen en zieken te verzachten door scholen en ziekenhuizen op te richten. Toen haar echtgenoot in 1325 overleed, trok zij zich terug in een clarissenklooster in Coimbra, dat zij zelf gesticht had.

## Voorstelling
De rozen die Elisabeth in haar schoot draagt, verwijzen naar de belangrijkste legende over haar leven. De koningin deelde vaak aalmoezen uit aan de armen, hoewel haar echtgenoot, volgens de overlevering een brute en onbetrouwbare man, dit verbood. Toen de koning haar tegenkwam bleek het geld dat ze bij zich droeg op wonderbaarlijke wijze veranderd in rozen. Deze legende wordt echter over veel personen verteld, waaronder Elisabeth van Hongarije en de heilige Casilda. Dit maakt de identificatie van het schilderij lastig. Dat het hier waarschijnlijk om Elisabeth van Portugal gaat, die na haar heiligverklaring door Urbanus VIII in 1626 veelvuldig werd afgebeeld, blijkt uit de wat gevorderde leeftijd van de afgebeelde dame en de kroon die zij op haar hoofd draagt. Voor een schilderij van Casilda koos Zurbarán een veel jonger model uit.
Zurbarán schilderde veel portretten van vrouwelijke heiligen, vaak voor een donkere achtergrond en met een sterke belichting van opzij. Zijn meesterschap in het schilderen van stoffen komt daarbij volledig tot zijn recht. De combinatie van de kleuren in Elisabeths kleding is ongebruikelijk, maar prachtig geschilderd. Dat geldt ook voor de vele sieraden die de heilige draagt. De bijzonder realistische weergave van haar gezicht doet vermoeden dat de schilder met een model heeft gewerkt.

## Herkomst
De oudste beschrijving van het schilderij dateert uit 1814, toen het in de zaal van de haard van het koninklijke paleis in Madrid hing. Enkele jaren later liet koning Ferdinand VII het schilderij verhuizen naar het Prado.

## Afbeeldingen

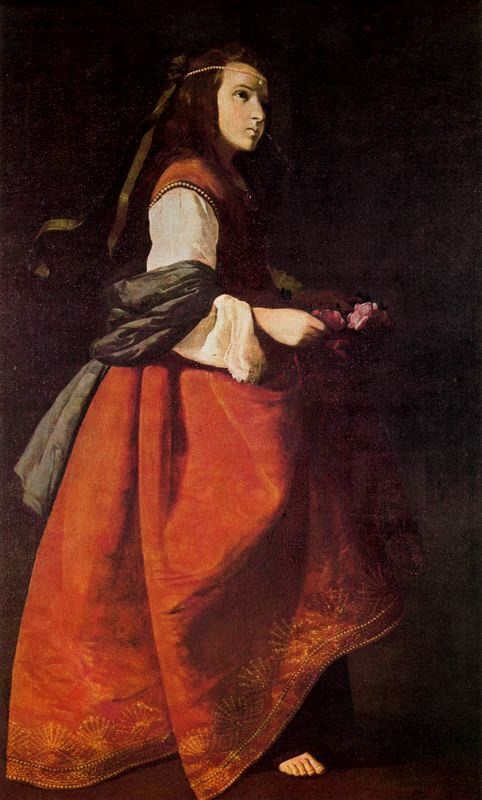
De heilige Casilda (1631-40)